# Tomra Systems
Tomra Systems ASA ist ein an der Osloer Börse notierter norwegischer Hersteller unter anderem von Leergutrücknahmeautomaten. Das Unternehmen unterhält die Geschäftsbereiche Sammel-Systeme und Sortierlösungen. Im Geschäftsbereich Sammel-Systeme sind die Geschäftsfelder Leergutrücknahme, Verdichtung und Abfallverwertung gebündelt. Die Geschäftsfelder Recycling, Lebensmittel, Bergbau und Speziallösungen sind im Geschäftsbereich Sortierlösungen zusammengefasst.
Das Unternehmen wurde 1972 von den Brüdern Petter und Tore Planke gegründet. Der Name leitet sich von Tomflaske (norwegisch für „Leerflasche“) und Retur Automat (Rückgabeautomat) ab.
Weltweit beschäftigt das Unternehmen über 4.500 Mitarbeiter, davon fast 500 in Deutschland.
Der Hauptsitz der Gesellschaft ist Asker. Die deutsche Niederlassung befindet sich seit 2011 in Langenfeld (Rheinland).
Ende 2019 waren etwa 84.000 Automaten in mehr als 60 Ländern installiert, davon rund 34.000 in Deutschland.
Deutsche Tochterfirmen sind u. a. die TOMRA Systems GmbH, TOMRA Sorting GmbH, in Belgien die TOMRA Sorting NV.

## Bildergalerie

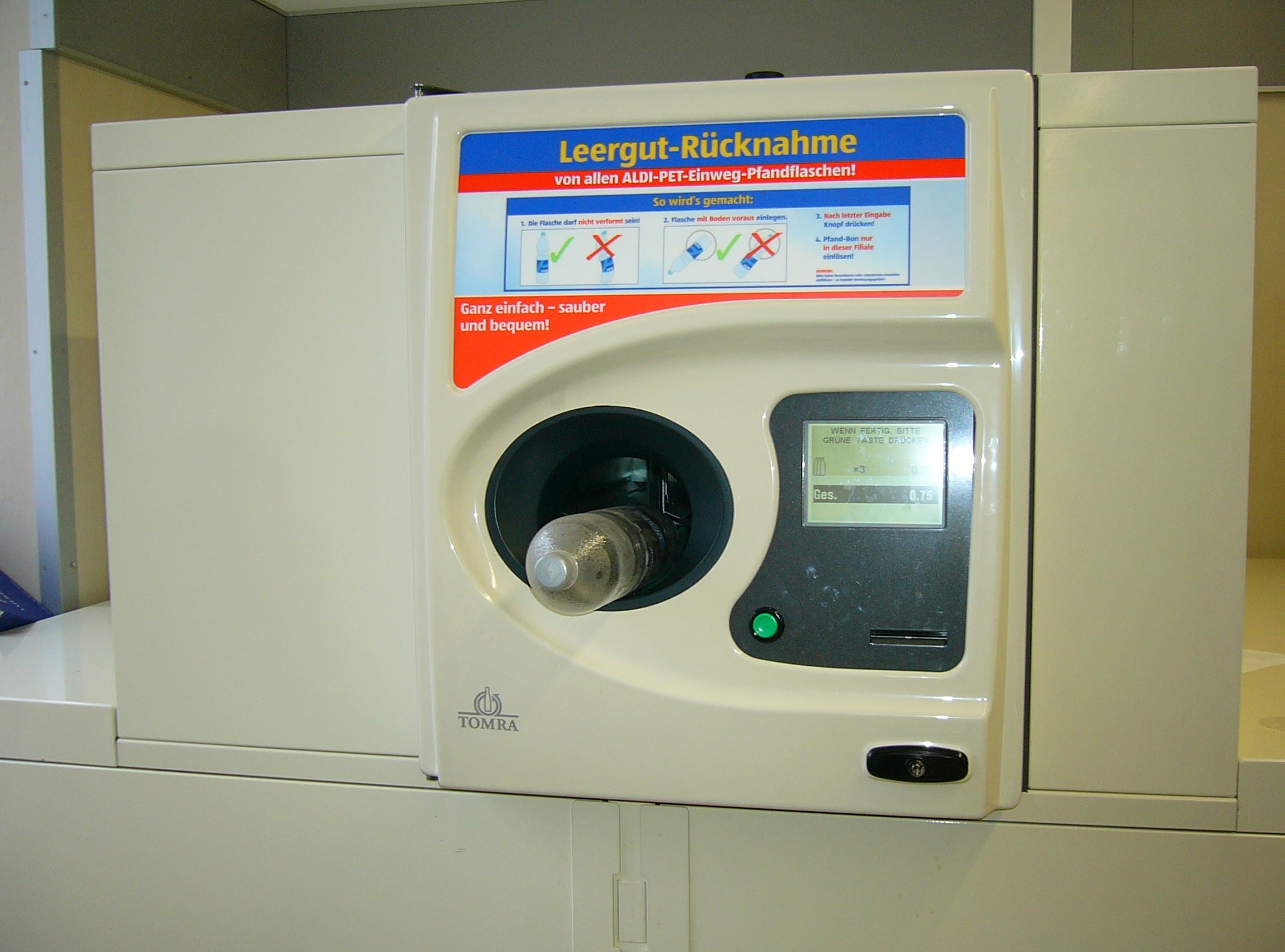
Leergutautomat für PET-Flaschen
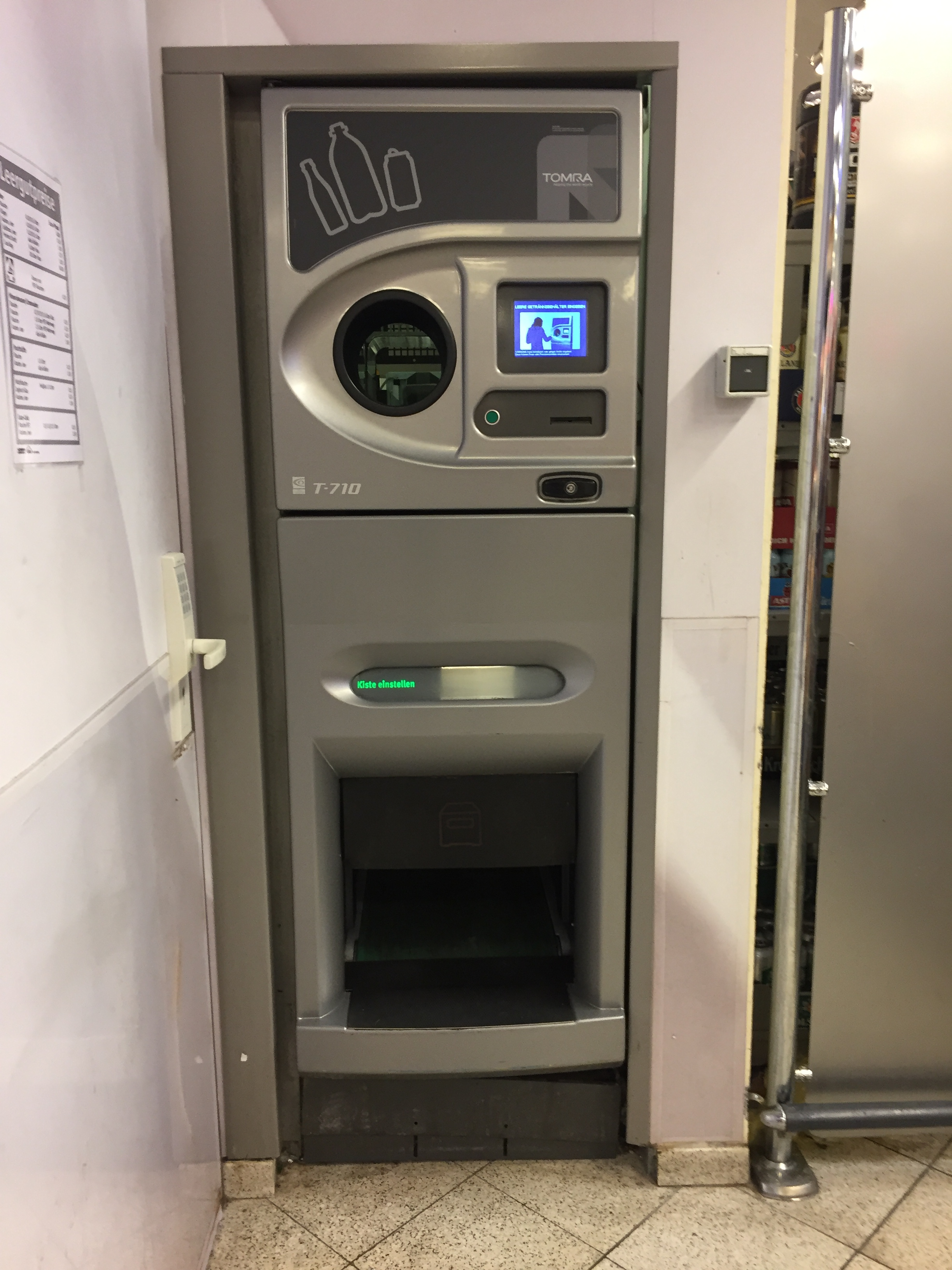
T-710 für Flaschen & Kisten
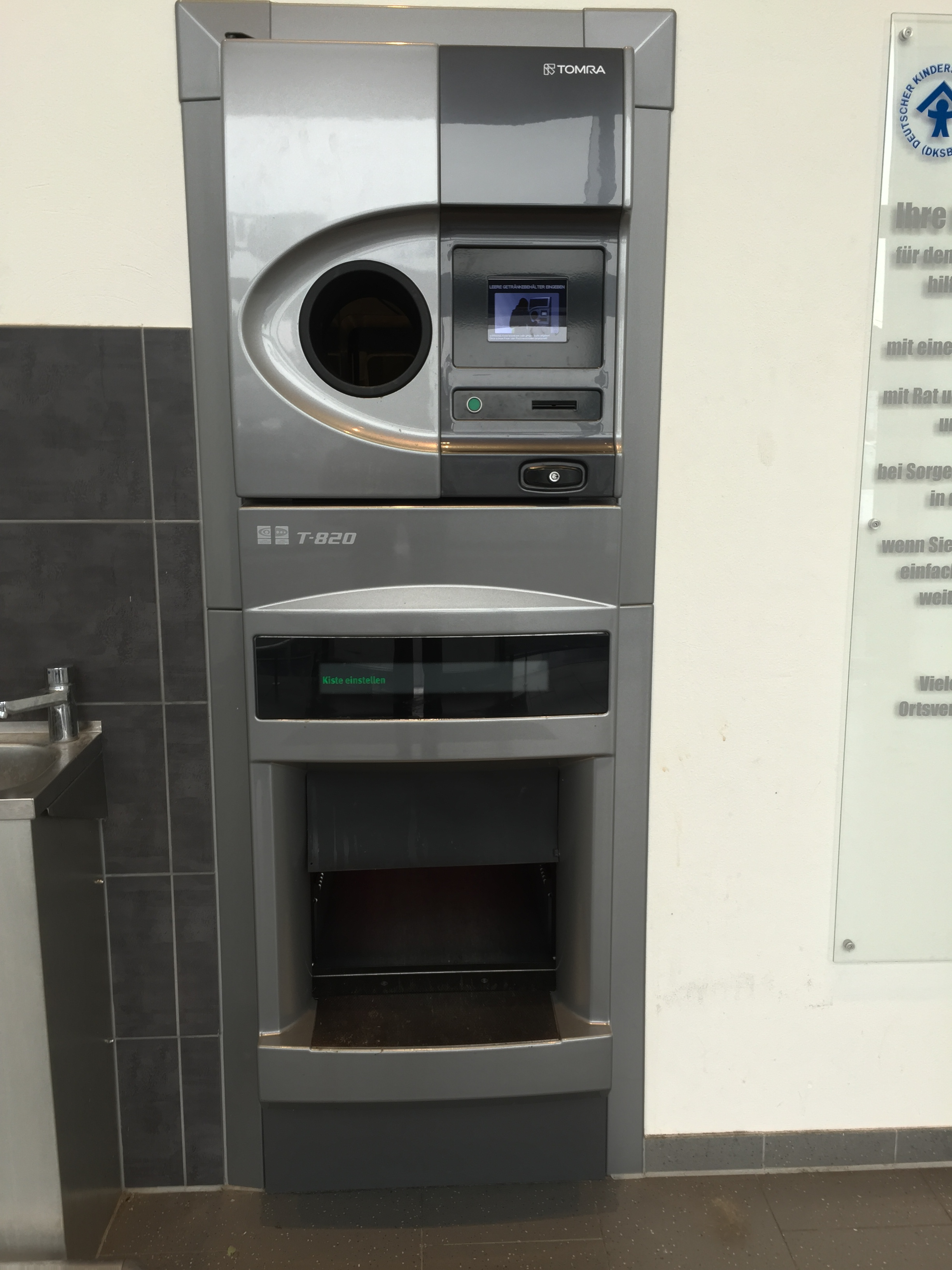
T-820 für Flaschen & Kisten

## Besitzverhältnisse
Stand März 2024
| 21,08 % | Investment AB Latour, d. h. Gustaf Douglas |
| 6,82 %  | Bank of New York Mellon                    |
| 6,19 %  | Danske Bank AS                             |
| 5,71 %  | Folketrygdfondet (Pensionsfonds)           |
| 4,34 %  | Clearstream Banking (Zentralverwahrer)     |
|         | 16 weitere institutionelle Investoren      |
| 36,21 % | Streubesitz                                |